# Callionima nomius
Espèce
Calionima nomius est une espèce d'insectes lépidoptères (papillons) de la famille des Sphingidae, sous-famille des  Macroglossinae, de la tribu des Dilophonotini, sous-tribu des Dilophonotina et du genre Callionima.

## Description
L'envergure est de 67–80 mm. Il se distingue immédiatement de toutes les autres espèces de Callionima par son motif supérieur et sa couleur arrière en aile arrière. La partie supérieure antérieure de la face est brun foncé avec une tache triangulaire brun pâle sur la côte et une tache discale argentée représentée seulement par un point. Le dessus des ailes postérieures est brun foncé avec une base chamoisée.

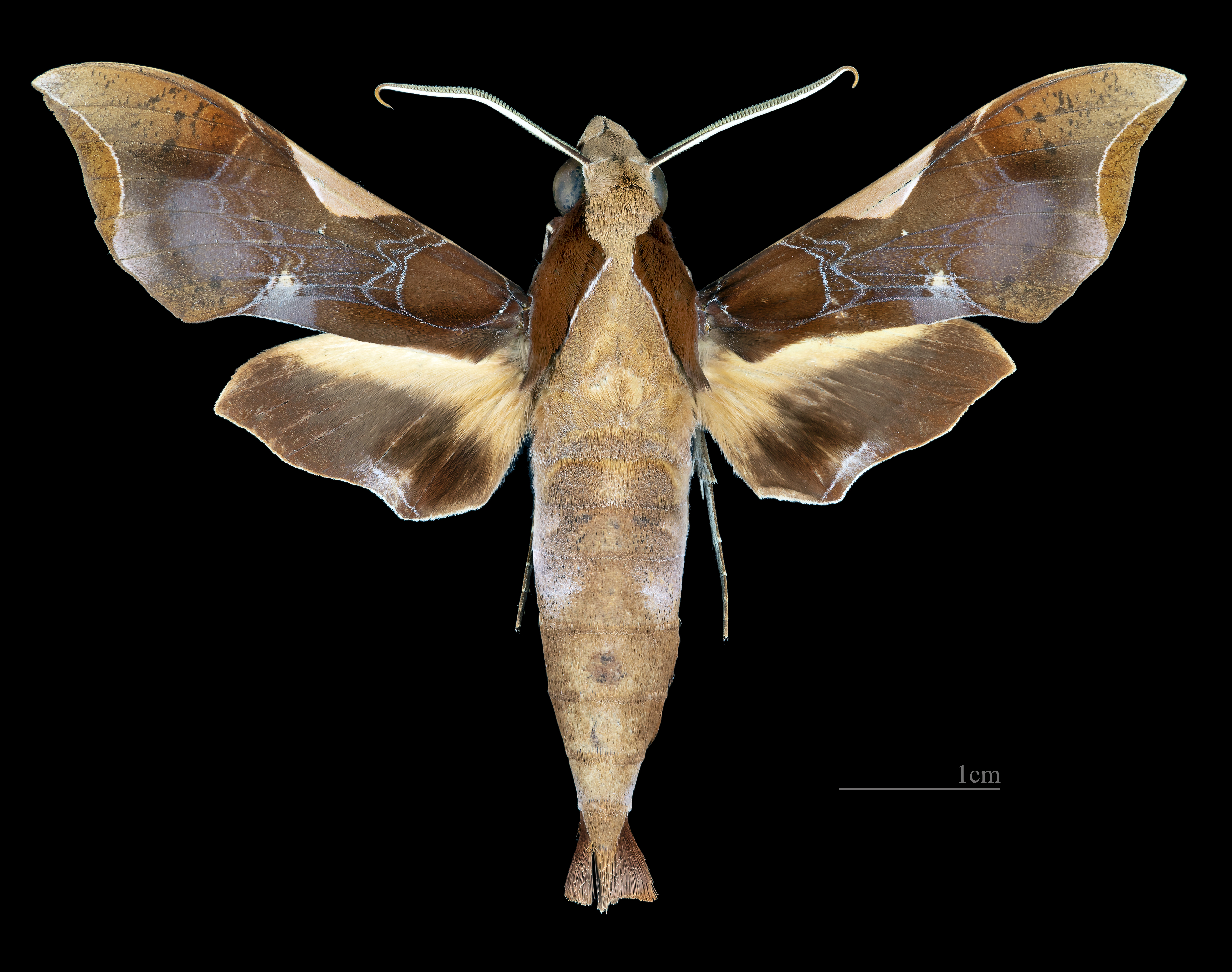
Avers du mâle (coll.MHNT)
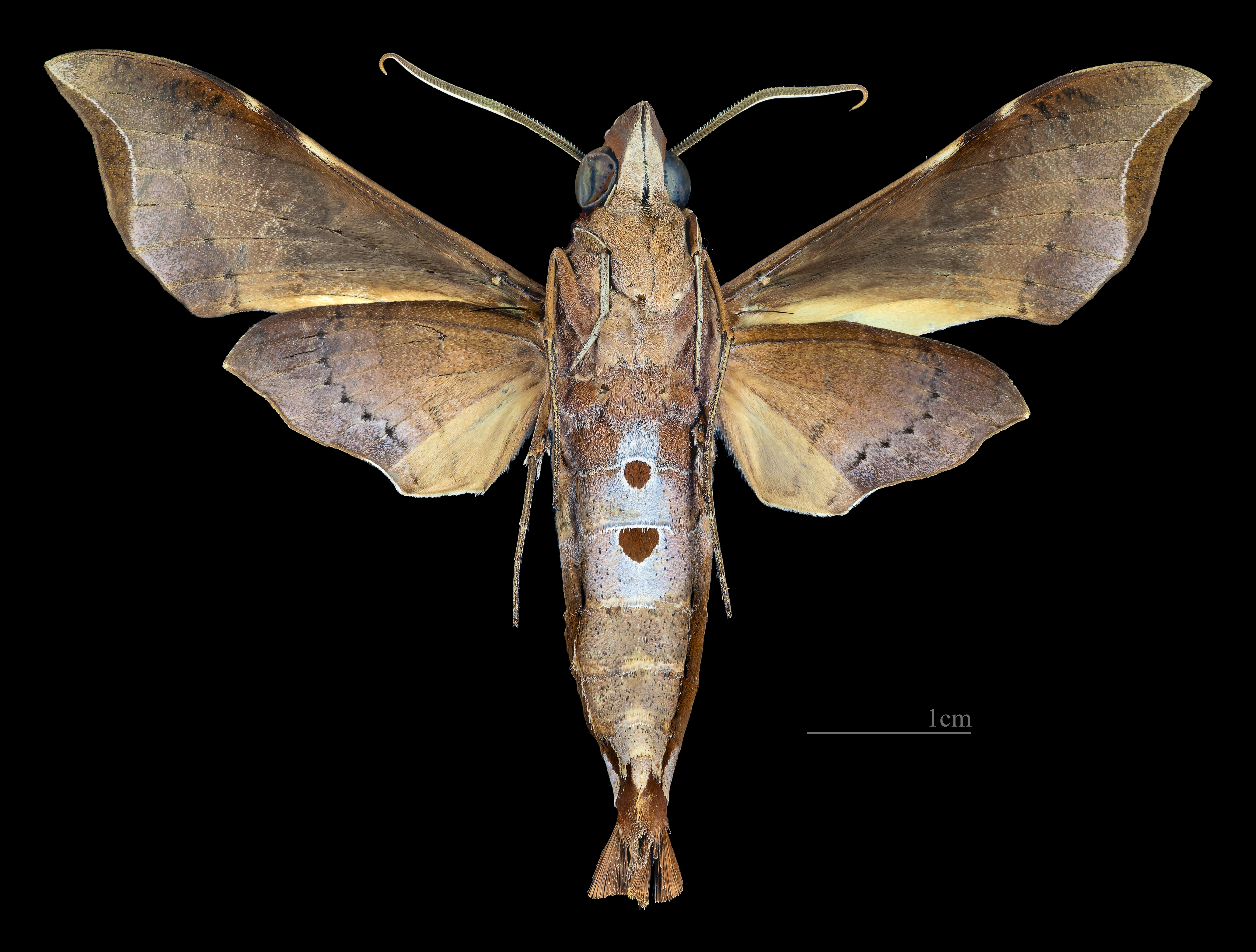
Revers du mâle (coll.MHNT)
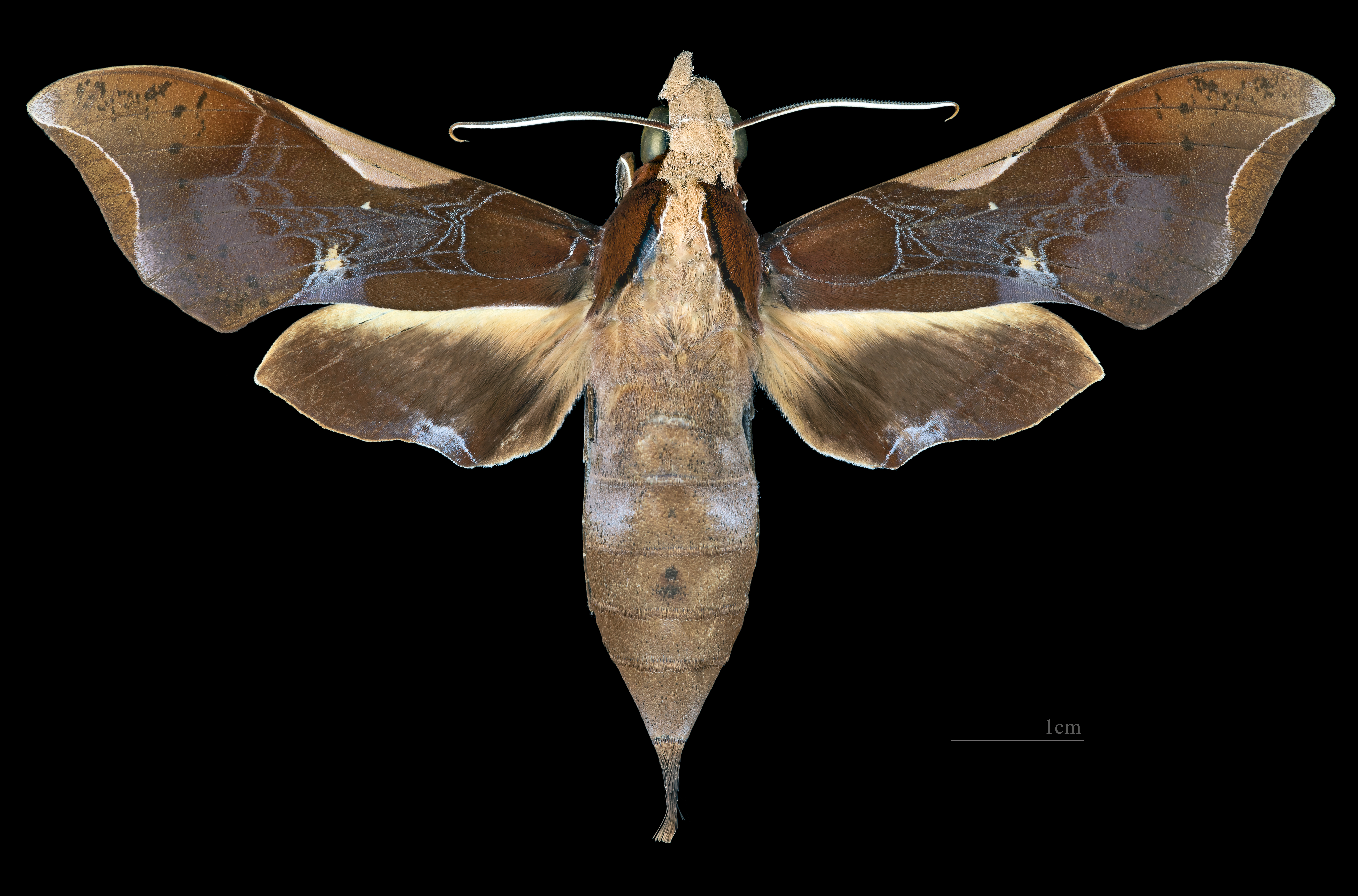
Avers de la femelle (coll.MHNT)
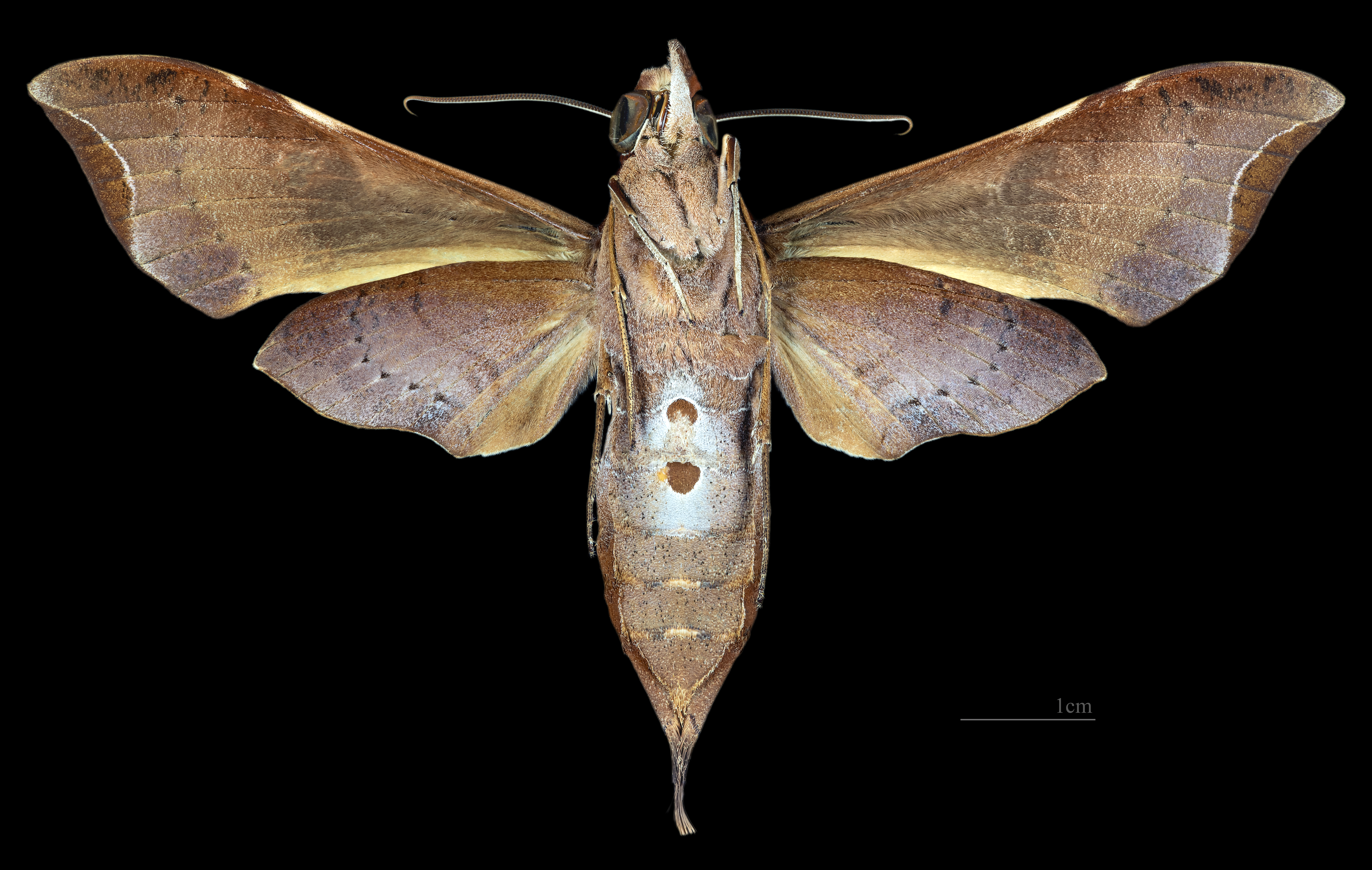
Revers de la femelle (coll.MHNT)

## Biologie
Les adultes volent tout le long de l'année et se nourrissent du nectar des fleurs tel que Nicotiana Forgotiana.
Le chenilles se nourrissent les espèces de la famille des Apocynaceae, notamment d’Aspidosperma macrocarpa.

## Répartition et habitat
Répartition
Il est connu en Amérique centrale jusqu'à la moitié nord-ouest de l'Amérique du Sud.

## Systématique
- L'espèce Callionima parce a été décrite par l'entomologiste britannique  Francis Walker en 1856, sous le nom initial de Calliomma nomius[1].
- La localité type est le Brésil.

### Synonymie
- Calliomma nomius Walker, 1856 protonyme
- Eucheryx nomius Boisduval, 1875